# Concatedral de Ferrol
La concatedral de San Julián es un templo de culto católico situado en la ciudad de Ferrol (Galicia) y dedicado al patrón de la ciudad, San Julián. Alcanzó la categoría de concatedral el 9 de marzo de 1959 mediante bula de Juan XXIII. No alcanzó la categoría de catedral porque en su misma diócesis ya había otra catedral, la de Mondoñedo (Lugo).

## Historia
El templo lo proyectó el ingeniero y arquitecto de marina Julián Sánchez Bort a partir de 1763 y se empezó a construir en 1765 sobre los restos de una antigua iglesia románica, quedando terminado el 1772. Este templo estaba proyectado para un nuevo barrio que se levantaba en la ciudad de Ferrol. En 1959, mediante una bula de Juan XXIII alcanzó la categoría de concatedral el 9 de marzo. Se le dio este título y no el de catedral porque en su misma diócesis ya había una, la Catedral de Mondoñedo.

## Descripción
En su planta central y en los primeros proyectos se recogieron conceptos arquitectónicos renacentistas, aunque el edificio se considera neoclásico. El templo tiene la particularidad de tener su planta en forma de cruz griega y no latina, como es habitual. Está cubierto por una gran cúpula, que no es visible desde el exterior. Tiene capillas laterales y la fachada principal flanqueada por dos torres rematadas por cúpulas. La portada repite modelos compositivos propios del manierismo.